# Blue Ivy Carter
Blue Ivy Carter (ur. 7 stycznia 2012 w Nowym Jorku) – amerykańska piosenkarka.
Pierworodna córka piosenkarki Beyoncé i rapera Jay-Z. Dwa dni po jej narodzinach, magazyn Time nazwał ją "najsłynniejszym dzieckiem na świecie". Tego samego dnia jej wokal znalazł się w utworze "Glory" autorstwa jej ojca, czego skutkiem było wpisanie Carter do Księgi rekordów Guinnessa za bycie najmłodszą osobą, która znalazła się na liście przebojów Billboard. Jej osoba była naśladowana m.in. w Saturday Night Live i RuPaul's Drag Race.
W 2020, razem z Wizkidem i Saint Jhnem pojawiła się w singlu "Brown Skin Girl" autorstwa jej matki, Beyoncé. Piosenka zdobyła wiele wyróżnień, w tym NAACP Image Award i BET Her Award. czyniąc ją najmłodszą zdobywczynią nagrody BET. Za tę samą piosenkę otrzymała Grammy w kategorii "najlepszy teledysk", co przyniosło jej kolejny rekord Guinnessa za bycie najmłodszym indywidualnie przyznanym zdobywcą nagrody Grammy i drugim najmłodszym ogółem.

## Życiorys
Ciąża Beyoncé została ogłoszona 28 sierpnia 2011 roku podczas występu „Love On Top” na 2011 MTV Video Music Awards. Występ zakończyła rozpinając marynarkę i pocierając brzuch, aby potwierdzić ciążę. Blue Ivy Carter urodziła się 7 stycznia 2012 roku jako córka Beyoncé i Jay-Z w Lenox Hill Hospital na Manhattanie w Nowym Jorku. CBS napisało, że Carter była „prawdopodobnie najsłynniejszym dzieckiem na świecie, poza księciem George’em i North West”, najstarszym dzieckiem Kim Kardashian i Kanyego Westa. Dwa dni po jej urodzeniu magazyn Time nazwał Carter „najsłynniejszym dzieckiem na świecie”. Od jej narodzin jej rodzice „pracowali nad zabezpieczeniem znaków towarowych imienia ich córki do wszystkiego, w tym książek, szamponów, gier wideo i nie tylko”. Beyoncé twierdziła, że Carter jest „ikoną kultury” w procesie tworzenia znaku towarowego. Poprzez matkę Carter jest wnuczką Tiny Knowles i Mathew Knowlesa, a także siostrzenicą piosenkarki Solange Knowles. Uwaga mediów skupiała się na Carter od urodzenia ze względu na jej słynnych rodziców i dalszą rodzinę. W 2018 roku Carter uczęszczała do pierwszej klasy w Center for Early Education, prywatnej szkole w West Hollywood w Kalifornii. Jest honorową obywatelką miasta Hvar w Chorwacji, które przed jej narodzinami odwiedzili Beyoncé i Jay-Z, tam również, jej matka po raz pierwszy rozważała nazwanie jej Blue Ivy.

### Kariera
Nazwana „Nową Księżniczką Popu” przez Rolling Stone, Carter płakała w singlu swojego ojca „Glory”, piosence wydanej dwa dni po jej narodzinach, by ją uczcić. Dzięki „Glory” Carter jest najmłodszą osobą, która kiedykolwiek trafiła na listy przebojów Billboard. W 2015 roku Carter wystąpiła w chórze w utworze Coldplay „Up&Up” z albumu A Head Full of Dreams. W 2020 roku Carter zaśpiewała w utworze „Brown Skin Girl”, zdobywając wyróżnienia i nagrody za występ. Była najmłodszą laureatką nagrody BET. Otrzymała również nagrodę Soul Train Music Award za The Ashford & Simpson Songwriter's Award, a także nagrodę za wybitny duet, grupę lub współpracę podczas ceremonii NAACP Image Award 2020. W listopadzie 2020 roku Carter narratowała książkę Hair Love o afroamerykańskim ojcu, który po raz pierwszy zaczesuje włosy swojej córki. Variety stwierdziło, że „istnieje szansa, że mogłaby ubiegać się o nominację do nagrody Grammy za słowo mówione”.

## Dyskografia

### Single
| Tytuł                                                                                                 | Rok  | Najwyższe pozycje na listach | Najwyższe pozycje na listach | Najwyższe pozycje na listach | Najwyższe pozycje na listach | Najwyższe pozycje na listach | Najwyższe pozycje na listach | Najwyższe pozycje na listach | Najwyższe pozycje na listach | Najwyższe pozycje na listach | Najwyższe pozycje na listach | Album                   |
| Tytuł                                                                                                 | Rok  | US                           | US R&B                       | US Rap                       | CAN                          | IRE                          | LIT                          | NLD                          | NZ Hot                       | SWE Heat.                    | UK                           | Album                   |
| --- | ---- | ---------------------------- | ---------------------------- | ---------------------------- | ---------------------------- | ---------------------------- | ---------------------------- | ---------------------------- | ---------------------------- | ---------------------------- | ---------------------------- | ----------------------- |
| "Glory" (Jay-Z, B.I.C.)                                                                               | 2012 | —                            | 63                           | 23                           | —                            | —                            | —                            | —                            | —                            | —                            | —                            | singiel spoza albumu    |
| "Brown Skin Girl" (Beyoncé, Saint Jhn, Wizkid oraz Blue Ivy Carter)                                   | 2019 | 76                           | 27                           | —                            | 60                           | 50                           | 67                           | 82                           | 6                            | 6                            | 42                           | The Lion King: The Gift |
| „—” oznacza pozycje, które nie zostały wydane w danym kraju lub nie zostały umieszczone na wykresach. |      |                              |                              |                              |                              |                              |                              |                              |                              |                              |                              |                         |

### Występy gościnne
| Tytuł                          | Rok  | Inny artysta | Album                      |
| ------------------------------ | ---- | ------------ | -------------------------- |
| "Blue"                         | 2013 | Beyoncé      | Beyoncé                    |
| "Up&Up" (Chór)                 | 2016 | Coldplay     | A Head Full of Dreams      |
| "Blue's Freestyle / We Family" | 2017 | Jay-Z        | 4:44                       |
| "Lift Ev'ry Voice and Sing"    | 2019 | Beyoncé      | Homecoming: The Live Album |